# Chimantaea
Chimantaea é um género botânico pertencente à família Asteraceae.